# 칠성공원
칠성공원(七星公園)은 계림의 동쪽에 있는 공원이다. 칠성암공원(七星岩公園)이라고도 한다. ‘봉우리 7개가 마치 북두칠성처럼 늘어선 모양이어서 칠성암’이라는 이름이 붙었다. 길이 125m의 돌다리인 화교(花橋)를 건너면, 안에는 월아산(月牙山), 칠성암(七星岩), 낙타산(駱駝山) 등의 바위산들과 계림 이곳저곳에서 볼 수 있는 동굴 중의 하나인 용은동(龍隱洞) 등이 있다.용은동 부근에는 당, 송나라 때의 비석들이 있는데, 계해비림(桂海碑林)이라고 한다. 용은동은 약 1km 정도 이어지는 동굴이다. 이 외에 판다 등이 있는 동물원도 있다.